# Алехандрия
Алехандрия (исп. Alejandría) — город и муниципалитет на севере Колумбии, на территории департамента Антьокия. Входит в состав субрегиона Восточная Антьокия.

## История
Поселение, из которого позднее вырос город, было основано 8 марта 1886 года выходцами из лежащего на западе города Консепсьон. Муниципалитет Алехандрия был выделен в отдельную административную единицу в 1907 году.

## Географическое положение

Муниципалитет Алехандрия

Город расположен в восточной части департамента, в гористой местности Центральной Кордильеры, на расстоянии приблизительно 45 километров к востоку-северо-востоку (ENE) от Медельина, административного центра департамента. Абсолютная высота — 1893 метров над уровнем моря.

Муниципалитет Алехандрия граничит на севере с муниципалитетом Санто-Доминго, на северо-востоке — с муниципалитетом Сан-Роке, на юге — с муниципалитетами Сан-Рафаэль и Гуатапе, на юго-западе — с муниципалитетом Эль-Пеньоль, на западе — с муниципалитетом Консепсьон. Площадь муниципалитета составляет 149 км².

## Население
По данным Национального административного департамента статистики Колумбии, совокупная численность населения города и муниципалитета в 2012 году составляла 3575 человек.
Динамика численности населения муниципалитета по годам:
| 2005 | 2006 | 2007 | 2008 | 2009 | 2010 | 2011 | 2012 |
| ---- | ---- | ---- | ---- | ---- | ---- | ---- | ---- |
| 3816 | 3789 | 3747 | 3724 | 3688 | 3652 | 3618 | 3575 |

Согласно данным переписи 2005 года мужчины составляли 49,4 % от населения Алехандрии, женщины — соответственно 50,6 %. В расовом отношении белые и метисы составляли 99,7 % от населения города; негры, мулаты и райсальцы — 0,3 %.
Уровень грамотности среди всего населения составлял 89,1 %.

## Экономика
Основу экономики Алехандрии составляют золотодобыча, животноводство, заготовка леса, а также выращивание бананов и сахарного тростника.

41,9 % от общего числа городских и муниципальных предприятий составляют предприятия торговой сферы, 44,4 % — предприятия сферы обслуживания, 13,7 % — промышленные предприятия.